# ويلينغتون ساسي
ويلينغتون ساسي (بالبرتغالية: Wellington Saci) هو لاعب كرة قدم برازيلي في مركز ظهير ‏، ولد في 5 يناير 1985 في بليم في البرازيل. لعب مع أتلتيكو باراناينسي وأتلتيكو مينيرو وسبورت ريسيفي ونادي جوينفيل ونادي غوياس ونادي فيتوريا ونادي فيغورينسي ونادي كورينثيانز.

## وصلات خارجية
- ويلينغتون ساسي على موقع قاعدة بيانات كرة القدم.إي يو (الإنجليزية)
- ويلينغتون ساسي على موقع Soccerway.com (الإنجليزية)
- ويلينغتون ساسي على موقع عالم كرة القدم.نت (الإنجليزية)